# Lapeer (Nowy Jork)
Lapeer – miasto w Stanach Zjednoczonych, w stanie Nowy Jork, w hrabstwie Cortland.